# North Aurora (Illinois)
North Aurora es una villa ubicada en el condado de Kane en el estado estadounidense de Illinois. En el Censo de 2010 tenía una población de 16760 habitantes y una densidad poblacional de 875,3 personas por km².

## Geografía
North Aurora se encuentra ubicada en las coordenadas 41°48′32″N 88°20′31″O / 41.80889, -88.34194. Según la Oficina del Censo de los Estados Unidos, North Aurora tiene una superficie total de 19.15 km², de la cual 18.59 km² corresponden a tierra firme y (2.92%) 0.56 km² es agua.

## Demografía
Según el censo de 2010, había 16760 personas residiendo en North Aurora. La densidad de población era de 875,3 hab./km². De los 16760 habitantes, North Aurora estaba compuesto por el 81.27% blancos, el 5.2% eran afroamericanos, el 0.21% eran amerindios, el 4.9% eran asiáticos, el 0.04% eran isleños del Pacífico, el 5.45% eran de otras razas y el 2.92% pertenecían a dos o más razas. Del total de la población el 15% eran hispanos o latinos de cualquier raza.